# Dryophytes bocourti
Dryophytes bocourti is een kikker uit de familie boomkikkers (Hylidae).

## Naam
De soort werd voor het eerst wetenschappelijk beschreven door François Mocquard in 1899. Oorspronkelijk werd de naam Hyliola bocourti gebruikt. De soort stond lange tijd bekend onder de wetenschappelijke naam Hyla bocourti. De soortaanduiding bocourti is een eerbetoon aan Marie-Firmin Bocourt.

## Verspreiding en habitat
Deze soort leeft in delen van Midden-Amerika en is endemisch in Guatemala. De soort komt voor in hoger gelegen gebieden op een hoogte van ongeveer 1300 tot 1500 meter boven zeeniveau. De kikker is een bewoner van open gebieden in de nabijheid van oppervlaktewater.